# 24 мая
24 мая — 144-й день года (145-й в високосные годы) по григорианскому календарю.
До конца года остаётся 221 день.
До 15 октября 1582 года — 24 мая по юлианскому календарю, с 15 октября 1582 года — 24 мая по григорианскому календарю.
В XX и XXI веках соответствует 11 мая по юлианскому календарю.

## Праздники и памятные дни
См. также: Категория:Праздники 24 мая

### Национальные
- Болгария,  Северная Македония,  Россия, Украина, Польша, Чехия, Словакия, Беларусь — День славянской письменности и культуры.
- Эритрея — День независимости.

### Религиозные
Православие
- Память равноапостольных Мефодия (885) и Кирилла (869), учи́телей Словенских. День тезоименитства Святейшего Патриарха Московского и всея Руси Кирилла;
- память равноапостольного Ростислава, князя Великоморавского (870);
- память священномученика Мокия (ок. 295);
- память преподобного Софрония, затворника Печерского, в Дальних пещерах (XIII в.);
- память святителя Никодима, архиепископа Сербского (1325);
- память священномученика Иосифа, митрополита Астраханского (ок. 1671—1672);
- память священномученика Михаила Белороссова, пресвитера (1920);
- память священномученика Александра, архиепископа Харьковского (1940);
- память преподобного Давида Гареджийского (VI—VII в.) (переходящее празднование в 2018 году).

### Именины
- Православные: Александр, Иосиф (Осип), Кирилл, Мефодий, Никодим, Ростислав.

## События
См. также: Категория:События 24 мая

### До XIX века
- 1032[4][5] — Авиценна наблюдал и описал прохождение Венеры по диску Солнца.
- 1276 — Магнус I Ладулос коронован как король Швеции в Кафедральном соборе Уппсалы.
- 1487 — самозванец Ламберт Симнел коронован в Дублинском соборе в качестве короля Англии.
- 1571 — Крымский хан Девлет-Гирей осаждает Москву, загорелись московские слободы и посады.
- 1667 — Франция развязала Деволюционную войну против Испании.
- 1798 — началось Ирландское восстание, подготовленное Обществом объединённых ирландцев.
- 1800 — в Санкт-Петербурге прошли похороны генералиссимуса Александра Суворова.

### XIX век
- 1803 — в Вене состоялась премьера Крейцеровой сонаты Бетховена.
- 1819 — американский колёсный пароход «Саванна» отправился в 5 утра в первый рейс через Атлантический океан.
- 1822 — после Битвы при Пичинче, выигранной Антонио Хосе Сукре, фактически перестаёт существовать Королевская аудиенсия Кито. Территория нынешнего Эквадора получила независимость от Испании и стала частью Колумбии.
- 1826 — император Николай I издал манифест о незыблемости крепостного права в Российской Империи.
- 1829 — император Николай I в Варшаве короновался на Польский престол.
- 1830
  - вышла песенка «Mary Had a Little Lamb», с которой впоследствии прославился Томас Алва Эдисон, записав её на фонограф.
  - начала работу железнодорожная ветка «Балтимор и Огайо», одна из старейших в США.
- 1844 — с помощью телеграфа Сэмюэла Морзе отправлена первая в мире телеграмма из Вашингтона в Балтимор.
- 1856 — резня в Потаватоми, организованная Джоном Брауном.
- 1883 — свадьба писателя Шолом-Алейхема и Ольги Лоевой.
- 1900 — в Санкт-Петербурге, в Новом адмиралтействе в присутствии императора Николая II спустили на воду крейсер «Аврора».

### XX век
- 1911 — в России искали подлодку с аэроплана. Лейтенант Дабовский на аэроплане с высоты более 1000 метров обследовал бухты и морское побережье от Севастополя до Херсонесского маяка и от него до реки Качи.[источник?]
- 1914 — перелёт Киев — Гатчина (1277 км за 7 часов 45 минут лётного времени) П. Н. Нестерова с механиком Г. М. Нелидовым на «Ньюпоре-IV».
- 1925 — вышел первый номер газеты «Комсомольская правда».
- 1932 — открыто регулярное почтово-грузовое воздушное сообщение между Ленинградом и Москвой.
- 1935 — первая дозаправка самолёта-буксировщика П-5 топливом с буксируемого им планера Г-14.
- 1941 — рано утром в Датском проливе германский линкор «Бисмарк» потопил британский линейный крейсер «Худ».
- 1944 — Вторая мировая война: в результате авианалёта сгорела Берлинская фондовая биржа.
- 1945 — в сражении при Лясе Стоцком польские партизаны Армии Крайовой под командованием Мариана Бернацяка нанесли поражение войскам госбезопасности.
- 1949 — пуск первой советской геофизической ракеты В-1А. Начало регулярных научных исследований верхних слоёв атмосферы.
- 1950 — свадьба Ингрид Бергман и Роберто Росселлини.
- 1956 — в швейцарском Лугано прошёл первый конкурс песни «Евровидение».
- 1960 — состоялся первый полёт пассажирского самолёта Ту-124 конструкции ОКБ А. Н. Туполева, экипаж А. Д. Калины.
- 1964 — беспорядки из-за футбольного матча Перу — Аргентина в Лиме, Перу. Погибло 328 человек, пострадало более 4000 человек
- 1967 — премьера фильма Луиса Бунюэля «Дневная красавица» с Катрин Денёв в главной роли.
- 1969 — The Beatles на пять недель заняли первое место в американском хит-параде с песней «Get Back».
- 1975 — полёт космического корабля Союз-18. Вторая экспедиция на Салют-4.
- 1977 — пленум ЦК КПСС одобрил проект новой Конституции СССР и рекомендовал вынести его на всенародное обсуждение.
- 1982
  - Пленум ЦК КПСС принял Продовольственную программу для преодоления товарного дефицита.
  - Ирано-иракская война: иранская армия освободила город Хорремшехр от иракской оккупации.
- 1988 — аварийная посадка Boeing 737 под Новым Орлеаном, вызванная отказом двигателей. Никто не погиб.
- 1989 — на экраны США вышел фильм «Индиана Джонс и последний крестовый поход».
- 1991 — операция «Соломон» по вывозу эфиопских евреев в Израиль.
- 1992
  - Последний военный диктатор Таиланда генерал Сучинда Крапраюн ушёл с поста премьер-министра, который занимал с 7 апреля 1992 года.
  - На Славянской площади в Москве открыт памятник братьям Кириллу и Мефодию.
- 1993
  - Эритрея получила независимость от Эфиопии.
  - В результате перестрелки наркоторговцев в аэропорту мексиканской Гвадалахары убит кардинал Хуан Хесус Посадас Окампо и ещё пять человек.
- 1995 — на экраны США вышел фильм «Храброе сердце» с Мелом Гибсоном в главной роли.
- 2000
  - Государственная дума РФ приняла поправку, запрещающую пропаганду наркотиков и способов их приготовления.
  - Израильские войска покинули южный Ливан после 22 лет оккупации.

### XXI век
- 2001
  - В русской Википедии появилась первая статья.
  - На свадьбе в Иерусалиме обрушился потолок, 25 человек погибли[6].
- 2002 — президенты России и США подписали в Москве Договор о сокращении стратегических наступательных потенциалов.
- 2003
  - Турецкая певица Сертаб Эренер победила на конкурсе «Евровидение-2003», прошедшем в Риге.
  - Пол Маккартни в ходе мирового турне выступил на Красной площади в Москве.
  - Открыты станции Киевского метрополитена «Житомирская» и «Академгородок».
- 2006 — запущен проект Wikimapia.
- 2007 — авария на шахте «Юбилейная» в Новокузнецке, в результате которой погибли 38 человек.
- 2008 — 26-летний российский певец Дима Билан победил на конкурсе «Евровидение-2008», прошедшем в Белграде.
- 2014 — стрельба в Еврейском музее в Бельгии, 4 погибших.
- 2019 — 22 студента погибли в пожаре в городе Сурат на западе Индии.
- 2022 — массовое убийство в начальной школе «Робб» в Техасе, погибли 19 детей и два учителя.
- 2023 — Архиерейский собор Православной церкви Украины принял решение о переходе на новоюлианский календарь.

## Родились
См. также: Категория:Родившиеся 24 мая

### До XIX века
- 15 до н. э. — Нерон Клавдий Друз Германик (ум. 19), полководец Тиберия, один из самых известных римских военачальников.
- 1494 — Якопо Понтормо (ум. 1557), итальянский живописец флорентийской школы, один из основоположников маньеризма.
- 1544 — Уильям Гильберт (ум. 1603), английский физик, придворный врач королевы Елизаветы I.
- 1686 — Габриель Фаренгейт (ум. 1736), немецкий физик, первым использовавший ртуть в термометре, изобретатель шкалы Фаренгейта.
- 1743 — Жан Поль Марат (убит в 1793), один из предводителей Великой Французской Революции.

### XIX век
- 1816 — Эмануэль Лойце (ум. 1868), американский и немецкий исторический живописец.
- 1819 — королева Виктория (ум. 1901), последний представитель Ганноверской династии на британском троне (1837—1901).
- 1830 — Алексей Саврасов (ум. 1897), русский художник-передвижник.
- 1877 — Николай Рябушинский (ум. 1951), русский меценат и коллекционер.
- 1881 — Александр Богомолец (ум. 1946), украинский советский врач-патофизиолог и общественный деятель, академик.
- 1884 — Кларк Халл (ум. 1952), американский психолог.
- 1887 — Мик Мэннок (погиб в 1918), самый результативный британский лётчик-ас Первой мировой войны.
- 1899
  - Александра Панова (ум. 1981), актриса театра и кино, заслуженная артистка РСФСР.
  - Анри Мишо (ум. 1984), французский поэт бельгийского происхождения, художник.
- 1900 — Эдуардо Де Филиппо (ум. 1984), итальянский комедиограф, актёр и кинорежиссёр.

### XX век
- 1901 — Хосе Насасси (ум. 1968), уругвайский футболист, чемпион мира (1930), двукратный олимпийский чемпион (1924, 1928).
- 1904
  - Тюхэй Намбу (ум. 1997), японский легкоатлет, олимпийский чемпион в тройном прыжке (1932).
  - Глеб Франк (ум. 1976), советский биофизик, академик, директор Института биологической физики АН СССР.
- 1905 — Михаил Шолохов (ум. 1984), русский советский писатель, лауреат Нобелевской премии (1965).
- 1909 — Деметрио Агилера Мальта (ум. 1981), эквадорский писатель.
- 1912 — Михайло Стельмах (ум. 1983), украинский писатель, драматург, Герой Социалистического Труда.
- 1914 — Лилли Палмер (ум. 1986), немецкая актриса, номинантка на премию «Золотой глобус».
- 1922 — Шивон Маккенна (ум. 1986), ирландская актриса.
- 1923 — Сэйдзюн Судзуки (ум. 2017), японский кинорежиссёр и сценарист.
- 1925 — Май Сеттерлинг (ум. 1994), шведская актриса, сценарист и кинорежиссёр.
- 1934 — Анатолий Бичуков (ум. 2020), скульптор, народный художник РСФСР, вице-президент РАХ (с 2001).
- 1935 — Александр Леманский (ум. 2007), советский и российский учёный, генеральный конструктор НПО «Алмаз».
- 1937 — Арчи Шепп, американский джазовый саксофонист, пианист и вокалист.
- 1938
  - Борис Загряжский, советский и российский режиссёр научно-популярного кино.
  - Томас Чонг, канадский и американский актёр и музыкант.
- 1940 — Иосиф Бродский (ум. 1996), русский поэт, лауреат Нобелевской премии по литературе (1987).
- 1941 — Боб Дилан, американский певец, поэт и композитор, лауреат Нобелевской премии по литературе (2016).
- 1942
  - Ханну Миккола (ум. 2021), финский автогонщик, чемпион мира по ралли (1983).
  - Джеймс Фрейзер Стоддарт (ум. 2024), шотландский, американский учёный-химик, лауреат Нобелевская премия по химии (2016).
- 1944
  - Светлана Брагарник (ум. 2023), актриса театра и кино, народная артистка России.
  - Рустам Хамдамов, советский и российский кинорежиссёр, сценарист, художник.
- 1945
  - Евгений Киндинов, актёр театра и кино, народный артист РСФСР.
  - Присцилла Пресли, американская актриса, единственная жена Элвиса Пресли.
- 1946
  - Тансу Чиллер, турецкий экономист и политик, первая женщина на посту премьер-министра Турции (1993—1996).
  - Ирена Шевиньская (ум. 2018), польская легкоатлетка, трёхкратная олимпийская чемпионка, 5-кратная чемпионка Европы.
- 1947 — Светлана Тома, актриса театра и кино, заслуженная артистка России.
- 1949
  - Джим Бродбент, британский актёр кино и театра, обладатель премии «Оскар».
  - Роджер Дикинс, английский кинооператор, обладатель премии «Оскар».
- 1953 — Альфред Молина, британский и американский актёр театра и кино.
- 1954 — Алексей Парщиков (ум. 2009), русский поэт, лидер московской группы метареализма 1980-х гг.
- 1960 — Кристин Скотт Томас, британская актриса.
- 1961 — Абдулла Арипов, государственный деятель Узбекистана, четвёртый премьер-министр Республики Узбекистан.
- 1962 — Артур Беркут, советский и российский рок-музыкант и композитор, бывший вокалист групп «Автограф» и «Ария».
- 1963 — Маргарита Сергеечева, советская и российская киноактриса.
- 1964
  - Лиз Макколган, шотландская бегунья, чемпионка мира на дистанции 10 000 метров (1991).
  - Олег Скрипка, украинский музыкант и общественный деятель, лидер группы «Вопли Видоплясова».
- 1965 — Синъитиро Ватанабэ, японский режиссёр-аниматор.
- 1966 — Эрик Кантона, французский футболист и киноактёр.
- 1971 — Крис Дрэйпер, канадский хоккеист, 4-кратный обладатель Кубка Стэнли, чемпион мира (2003).
- 1972
  - Майя Санду, молдавский политический деятель, президент Молдовы с 2020 года, премьер-министр Молдовы (2019).
  - Максим Сураев, лётчик-космонавт, Герой России.
- 1973
  - Вилле Пелтонен, финский хоккеист, чемпион мира (1995), 4-кратный призёр Олимпийских игр.
  - Руслана, украинская певица, победительница конкурса «Евровидение-2004», народная артистка Украины.
  - Владимир Шмицер, чешский футболист, двукратный призёр чемпионатов Европы (1996, 2004).
- 1975 — Марк Ганьон, канадский шорт-трекист, трёхкратный олимпийский чемпион.
- 1979 — Трэйси Макгрэди, американский баскетболист.
- 1981 — Виктор Рубан, украинский стрелок из лука, олимпийский чемпион (2008).
- 1988 — Артём Анисимов, российский хоккеист, чемпион мира (2014).
- 1989 — Тина Вайратер, лихтенштейнская горнолыжница, призёр Олимпийских игр и чемпионата мира.
- 1990
  - Джоуи Логано, американский автогонщик.
  - Маттиас Экхольм, шведский хоккеист, чемпион мира (2018).
- 1994
  - Эмма Маккеон, австралийская пловчиха, 5-кратная олимпийская чемпионка.
  - Дайя Сэто, японский пловец, многократный чемпион мира.
  - Димаш Кудайберген, казахский певец, композитор и мультиинструменталист.
- 1996 — Пиус Зутер, швейцарский хоккеист.
- 1998 — Дейзи Эдгар-Джонс, британская актриса.

## Скончались
См. также: Категория:Умершие 24 мая

### До XIX века
- 1186 — Никита Столпник — святой Русской Православной Церкви, почитается в лике преподобных.
- 1201 — граф Тибо III Шампанский (р. 1179), сын графа Шампани и Марии, принцессы Французской.
- 1377 — Ольгерд (род. ок. 1296), великий князь литовский.
- 1543 — Николай Коперник (р. 1473), польский астроном, математик, экономист.

### XIX век
- 1801 — князь Николай Репнин (р. 1734), российский государственный деятель, дипломат, генерал-фельдмаршал.
- 1805 — Федот Иванович Шубин (р. 1740), русский скульптор.
- 1848 — Аннетте Дросте-Хюльсхофф (р. 1797), немецкая поэтесса и новеллистка.
- 1872 — Юлиус Шнорр фон Карольсфельд (р. 1794), немецкий художник-романтик.
- 1881 — Сэмюэл Палмер (р. 1805), английский художник-романтик.
- 1892 — Эдуард Вейденбаум (р. 1867), латышский поэт.

### XX век
- 1902 — Губерт Зимар (р. 1835), немецкий богослов.
- 1903 — Марсель Рено (р. 1872), французский автоконструктор и автогонщик, один из основателей концерна «Renault».
- 1913 — Николай Гейнце (р. 1852), прозаик, журналист и драматург.
- 1945 — Роберт фон Грейм (р. 1892), последний немецкий фельдмаршал, командующий люфтваффе.
- 1949 — Алексей Щусев (р. 1873), советский архитектор, академик, лауреат 4 Сталинских премий.
- 1974 — Дюк Эллингтон (р. 1899), американский джазовый пианист, композитор, дирижёр.
- 1985 — Станислав Хитров (р. 1936), советский киноактёр.
- 1988 — Алексей Лосев (р. 1893), русский философ и филолог.
- 1991 — Юрий Пузырёв (р. 1926), киноактёр, заслуженный артист РСФСР.
- 1994 — Джон Уэйн (р. 1925), английский писатель.
- 1995 — Гарольд Вильсон (р. 1916), 67-й и 69-й премьер-министр Великобритании (1964—1970 и 1974—1976).
- 2000 — Олег Ефремов (р. 1927), актёр театра и кино, режиссёр, народный артист СССР.

### XXI век
- 2008 — Тано Чимароза (р. 1922), итальянский киноактёр.
- 2010
  - Александр Белостенный (р. 1959), советский баскетболист, олимпийский чемпион (1988), чемпион мира.
  - Пол Грей (р. 1972), американский музыкант, бас-гитарист группы «Slipknot».
- 2013 — Пётр Тодоровский (р. 1925), кинорежиссёр, кинооператор, сценарист, актёр, композитор, народный артист РСФСР.
- 2023 — Тина Тёрнер (р. 1939), американская певица.
- 2025 — Валерий Львов (р. 1953), советский боксёр, чемпион мира (1978), заслуженный мастер спорта СССР (1978).

## Приметы
Мокей Мокрый. День мокрый. Мокросе́й. Мокросий. День обновления Царя-града.
- Если восход солнца багряный, а днём пройдёт дождь, лето будет мокрое и грозовое[7].
- На Мокия мокро — и всё лето будет мокрым.
- На память обновления Царя-града не сеют, чтоб градом не выбило хлеба.